# Имерман (награда)
Литературната награда „Имерман“ (на немски: Immermann-Preis) се присъжда от 1936 до 1967 г. от град Дюселдорф.
Име на наградата дава драматургът, белетрист и поет Карл Имерман.

## Носители на наградата (подбор)
- Фридрих Георг Юнгер (1952)
- Илзе Айхингер (1955)
- Мари Луизе Кашниц (1957)
- Волфдитрих Шнуре (1958)
- Кристоф Мекел (1959) (поощрение)
- Ернст Юнгер (1965)
- Волфганг Кьопен (1967)[1]